# Богородское (Хабаровский край)
Богоро́дское — село в Хабаровском крае. Административный центр Ульчского района и сельского поселения «Село Богородское».

## География
Расположено на правом берегу реки Амур в 820 км от Хабаровска.

### Климат
| Показатель                   | Янв.  | Фев.  | Март  | Апр. | Май | Июнь | Июль | Авг. | Сен. | Окт. | Нояб. | Дек.  | Год  |
| ---------------------------- | ----- | ----- | ----- | ---- | --- | ---- | ---- | ---- | ---- | ---- | ----- | ----- | ---- |
| Средняя температура, °C      | −23,2 | −19,4 | −10,7 | −0,1 | 7,5 | 14,7 | 17,9 | 17,1 | 11,5 | 2,7  | −10,5 | −20,9 | −1,1 |
| Норма осадков, мм            | 24    | 15    | 16    | 21   | 44  | 47   | 54   | 95   | 62   | 51   | 34    | 30    | 493  |
| Источник: ФГБУ "ВНИИГМИ-МЦД" |       |       |       |      |     |      |      |      |      |      |       |       |      |

| Показатель                       | Янв.  | Фев.  | Март  | Апр. | Май  | Июнь | Июль | Авг. | Сен. | Окт. | Нояб. | Дек.  | Год   |
| -------------------------------- | ----- | ----- | ----- | ---- | ---- | ---- | ---- | ---- | ---- | ---- | ----- | ----- | ----- |
| Средний суточный максимум, °C    | −17,3 | −14,8 | −4,9  | 4,9  | 15,7 | 21,1 | 23,8 | 22,9 | 16,6 | 7,8  | −5,7  | −15,4 | 4,6   |
| Средняя температура, °C          | −20,7 | −20,1 | −10,8 | −0,2 | 9,3  | 15,2 | 18,9 | 18,2 | 12,0 | 3,8  | −9,7  | −19,1 | −0,3  |
| Средний суточный минимум, °C     | −25,1 | −25   | −16,7 | −5   | 3,0  | 9,4  | 14,0 | 13,4 | 7,6  | −0,3 | −13,5 | −22,8 | −5,1  |
| Среднее число дней с заморозками | 31,0  | 28,0  | 31,0  | 26,2 | 6,6  | 0,3  | 0,0  | 0,0  | 0,7  | 16,4 | 28,5  | 31,0  | 199,8 |
| Источник: pogodaonline.ru        |       |       |       |      |      |      |      |      |      |      |       |       |       |

## История
Основано в 1856 году. На месте нынешнего села до прихода русских поселенцев располагалось ульчское стойбище Тенча («люди, живущие за поворотом»), жили в нём два рода — Хатхил и Ходжер.
Первыми переселенцами были забайкальские казаки, солдаты и крестьяне из Иркутской губернии.
Село росло медленно, в 1911 году в нём проживало только 34 семьи. Землепашество не развивалось ввиду климатических условий. Люди занимались в основном лесными промыслами, рыбной ловлей и почтовыми перевозками. С образованием в 1872 году Удыльского золотодобывающего прииска пришли старатели. Тогда в селе появились перекупщики и купцы, открывавшие торговые лавки; к началу века было пять таких лавок. Действовала миссионерская школа и небольшая рубленная из лиственницы церковь. Богородское входило в состав Больше-Михайловской волости Удского уезда, которая в годы советской власти была переименована в Больше-Михайловский район.
В 1933 году село стало центром Ульчского района.

## Население
| 1858  | 1869  | 1911  | 1926  | 1939  | 1959  | 1970  | 1979  | 1989  |
| ----- | ----- | ----- | ----- | ----- | ----- | ----- | ----- | ----- |
| 50    | ↗75   | ↗160  | ↗505  | ↗1634 | ↗2820 | ↗3470 | ↗4607 | ↗4935 |
| 1992  | 2002  | 2010  | 2011  | 2012  | 2013  | 2014  | 2015  | 2016  |
| ↘4700 | ↘4232 | ↘3900 | ↘3876 | ↘3781 | ↘3710 | ↘3670 | ↘3546 | ↘3442 |
| 2017  | 2018  | 2019  | 2020  | 2021  | 2024  |       |       |       |
| ↘3374 | ↘3369 | ↘3292 | ↘3252 | ↗3316 | ↘3183 |       |       |       |

## Транспорт
В селе имеется одноимённый аэропорт. Пассажирские перевозки между районным центром и краевым осуществляются:
- в летний период — водным транспортом до Николаевска-на-Амуре и Комсомольска-на-Амуре, водномоторным транспортом индивидуальных владельцев.
- Независимо от периода — автобус, самолётом «L-410» из Хабаровска дважды в неделю, маршрутное такси ежедневно.

Грузовые перевозки осуществляются водным транспортом (в летнее время) и автотранспортом круглогодично.

## Достопримечательности
- Краеведческий музей.
- Деревянная церковь во имя иконы Казанской Божией Матери.http://bogorodsk.cerkov.ru
- Дом культуры.
- Дом Героя Советского Союза Василия Никоновича Сластина.